# La enfermedad mortal
La enfermedad mortal (en danés: Sygdommen til Døden) es un libro escrito por el filósofo Søren Kierkegaard en 1849 bajo el seudónimo de Anti-Climacus. Una obra del existencialismo cristiano, el libro es sobre Kierkegaard sobre el concepto de la desesperación, el cual equipara con el concepto cristiano de pecado, particularmente el pecado original.

## Contenido
Anti-Climacus introduce el libro con una referencia al Evangelio de Juan 11.4: "Esta enfermedad no es para muerte." Esta mención proviene la historia de Lázaro, en la que Jesús resucita a un hombre de entre los muertos. Aun así, Anti-Climacus plantea la pregunta: ¿no sería esta afirmación aún cierta incluso si Jesús no hubiera resucitado a Lázaro de entre los muertos? Mientras la concepción humana de la muerte es el fin, la concepción cristiana de muerte es meramente otra parada en el camino de la vida eterna. De este modo, para el cristiano, la muerte es nada que temer. En cambio, la incapacidad para morir es lo que debe temerse. La verdadera "enfermedad mortal", que no se describe como física sino espiritual, se que deriva de no abrazarse a uno mismo, es algo que temer según Anti-Climacus.
Esta enfermedad mortal es lo que Kierkegaard llama desesperación. Según Kierkegaard, un individuo está "desesperado" si no se alinea con Dios o o con el plan de Dios para sí mismo. De esta manera, pierde su "yo", que Kierkegaard define como la "relación que se relaciona consigo misma en la relación". Kierkegaard define a la humanidad como la tensión entre lo "finito e infinito" y lo "posible y necesario", y es identificable con el acto de equilibrio dialéctico entre estas características opuestas, la relación. Si bien los seres humanos son seres intrínsecamente reflexivos y autoconscientes, para convertirse en un verdadero yo, uno no solo debe ser consciente del yo sino también ser consciente de estar cimentado en el amor, es decir, la fuente del yo en "el poder que lo creó". Cuando uno niega este yo o el poder que crea y sostiene este yo, uno está desesperado.

Hay tres clases de la desesperación presentadas en el libro: estar inconsciente en la desesperación de tener un yo, no querer en la desesperación ser uno mismo, y desear desesperadamente ser uno mismo. El primero de ellos se describe como "desesperación inauténtica", porque esta desesperación nace de la ignorancia. En este estado, uno no está consciente de que uno tiene un yo separado de su realidad finita. Uno no se da cuenta de que hay un poder que creó y continúa creando uno, y acepta la finitud porque uno no está consciente de la posibilidad de ser más inherente a la individualidad.El segundo tipo de desesperación es negarse a aceptar el yo fuera de la inmediatez; solo definiendo el yo por términos inmediatos y finitos. Este es el estado en el que uno se da cuenta de que uno tiene un yo, pero desea perder esta conciencia dolorosa al organizar la vida finita de uno para hacer que la realización sea innecesaria. Esta etapa es vagamente comparable a la mala fe de Sartre. El tercer tipo es la concienciación del yo, pero la niegación de reconocer su dependencia del amor, es decir, el poder que lo creó. En esta etapa, uno acepta lo eterno y puede o no reconocer el amor, pero se niega a aceptar un aspecto del yo que uno en realidad es, es decir, el yo del que se está enamorado. Kierkegaard identifica este tipo de desesperación demoníaca como la forma más intensa de desesperación.

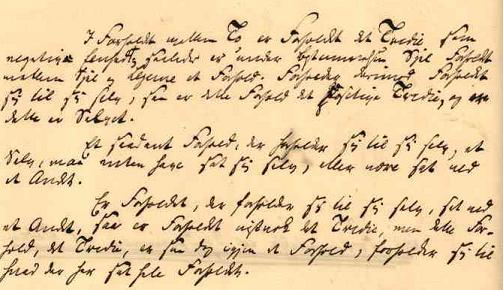
Manuscrito de Søren Kierkegaard de La enfermedad mortal, 1849.

No estar desesperado es haber reconciliado lo finito con lo infinito, existir en la conciencia del propio ser y del poder del amor. Específicamente, Kierkegaard define lo opuesto a la desesperación como la fe, que describe con lo siguiente: "Al relacionarse consigo mismo y deseoso de ser él mismo, el yo descansa transparentemente en el poder que lo estableció".La gente suele atribuir el nombre de "Dios" al "poder que creó" el yo, pero el texto de Anti-Climacus es más sutil que este punto de vista ortodoxo. Kierkegaard en verdad estaba pensando en Dios, pero lo que significa tener una relación personal con Dios, y cómo Dios es amor son los verdaderos temas de este libro. Mientras el libro es, en muchos sentidos, una fenomenología de oración; es tanto una fenomenología de lo que un romántico, a pesar de sí mismo, podría ofrecer al futuro de la madurez humana a través de una visión relacional del yo basada en el amor creativo. Ciertamente, es esta contribución, aún más que el religioso un, que hizo este texto de Kierkegaard tan importante para filosofía de siglo XX y psicología existencial.

## Relación con otros trabajos
La enfermedad mortal tiene fuertes temas existencialistas. Por ejemplo, el concepto de las partes finitas e infinitas del ser humano se traduce al concepto de "facticidad" de Heidegger y al concepto de "trascendencia" de Sartre en el El ser y la nada. La tesis de Kierkegaard es, por supuesto, en otras formas profundamente diferente de Sartre, más obviamente debido a la creencia de Kierkegaard de que solo la fe religiosa puede salvar al alma de la desesperación. Esta marca particular de existencialismo a menudo se llama existencialismo cristiano.
Algunos han sugerido que la apertura del libro es una elaborada parodia de la filosofía a menudo desconcertantemente críptica de Georg Wilhelm Hegel; sin embargo, algunos eruditos, como Gregor Malantschuk, han sugerido lo contrario (Armed Neutrality and An Open Letter, Simon and Schuster, 1969, pp. 65-6 y n.7 en pp. 165-6).

## En cultura popular
- El polaco compositor minimalista Tomasz Sikorski escribió una pieza de la música inspirada en el trabajo, el cual incluye un recitation del texto de Kierkergaard.
- El decimosexto episodio del anime Neon Genesis Evangelion, El Sickness Unto Death, And...,lleva el nombre del libro. Gran parte del contenido filosófico y psicológico de la serie está influenciado por, y hace referencia al pesimismo de Arthur Schopenhauer y al existencialismo de Søren Kierkegaard y Jean-Paul Sartre.
- El manga The Sickness Unto Death ("Shi ni Itaru Yamai"), por Asada Hikari, utiliza las ideas de desesperación de Kierkegaard dentro de una historia sobre el desorden de personalidad múltiple.[1]
- La Editorial Manga de Dokuha adaptó la obra en un manga. En España llegó a través de La Otra H.[2][3]
- Sickness Unto Foolish Death es la sexta canción de la banda sonora del videojuego Silent Hill 3, compuesto por el músico japonés Akira Yamaoka. Los elementos de desesperación, el pecado y la muerte son fundamentales en la franquicia de  Silent Hill.
- En el manga Highschool of the Dead, Saeko se le ve leyendo este libro.
- La banda Typhoon tiene una canción titulada  "The Sickness Unto Death" del Hunger and Thirst. El libro es también referenciado en la canción "Caesar," de White Lighter.
- En el Episodio 5 del anime "Karen Senki", el personaje Eleanor hace referencia a las ideas de Kierkegaard comparando su incapacidad para cantar como desesperación.
- Sid Meier's  Alpha Centauri cita La enfermedad mortal cuándo el jugador descubre "Los secretos de la Creación".